# GABRA3
GABRA3 (англ. Gamma-aminobutyric acid type A receptor alpha3 subunit) – білок, який кодується однойменним геном, розташованим у людей на X-хромосомі. Довжина поліпептидного ланцюга білка становить 492 амінокислот, а молекулярна маса — 55 165.
| 10         |  | 20         |  | 30         |  | 40         |  | 50         |
| ---------- |  | ---------- |  | ---------- |  | ---------- |  | ---------- |
| MIITQTSHCY |  | MTSLGILFLI |  | NILPGTTGQG |  | ESRRQEPGDF |  | VKQDIGGLSP |
| KHAPDIPDDS |  | TDNITIFTRI |  | LDRLLDGYDN |  | RLRPGLGDAV |  | TEVKTDIYVT |
| SFGPVSDTDM |  | EYTIDVFFRQ |  | TWHDERLKFD |  | GPMKILPLNN |  | LLASKIWTPD |
| TFFHNGKKSV |  | AHNMTTPNKL |  | LRLVDNGTLL |  | YTMRLTIHAE |  | CPMHLEDFPM |
| DVHACPLKFG |  | SYAYTTAEVV |  | YSWTLGKNKS |  | VEVAQDGSRL |  | NQYDLLGHVV |
| GTEIIRSSTG |  | EYVVMTTHFH |  | LKRKIGYFVI |  | QTYLPCIMTV |  | ILSQVSFWLN |
| RESVPARTVF |  | GVTTVLTMTT |  | LSISARNSLP |  | KVAYATAMDW |  | FIAVCYAFVF |
| SALIEFATVN |  | YFTKRSWAWE |  | GKKVPEALEM |  | KKKTPAAPAK |  | KTSTTFNIVG |
| TTYPINLAKD |  | TEFSTISKGA |  | APSASSTPTI |  | IASPKATYVQ |  | DSPTETKTYN |
| SVSKVDKISR |  | IIFPVLFAIF |  | NLVYWATYVN |  | RESAIKGMIR |  | KQ         |

A: Аланін

C: Цистеїн

D: Аспарагінова кислота

E: Глутамінова кислота

F: Фенілаланін

G: Гліцин

H: Гістидин

I: Ізолейцин

K: Лізин

L: Лейцин

M: Метіонін

N: Аспарагін

P: Пролін

Q: Глутамін

R: Аргінін

S: Серин

T: Треонін

V: Валін

W: Триптофан

Кодований геном білок за функціями належить до рецепторів, іонних каналів, хлорних каналів, фосфопротеїнів. 
Задіяний у таких біологічних процесах, як транспорт іонів, транспорт. 
Білок має сайт для зв'язування з хлоридом. 
Локалізований у клітинній мембрані, мембрані, клітинних контактах, синапсах.